# 110 mètres haies aux Jeux olympiques d'été de 2020
Pour des articles plus généraux, voir Athlétisme aux Jeux olympiques d'été de 2020 et 110 mètres haies aux Jeux olympiques.
Navigation
Rio 2016 Paris 2024
L'épreuve du 110 mètres haies aux Jeux olympiques de 2020 se déroule les 3, 4 et 5 août 2021 au Stade olympique national de Tokyo, au Japon.

## Records
Avant cette compétition, les records dans cette discipline étaient les suivants : 
| Record du monde  | Aries Merritt (USA) | 12 s 80 | Bruxelles | 7 septembre 2012 |
| Record olympique | Liu Xiang (CHN)     | 12 s 91 | Athènes   | 27 août 2004     |

## Résultats

### Finale
| Rang               | Couloir | Athlète                 | Pays            | Temps de réaction | Temps   | Notes |
| ------------------ | ------- | ----------------------- | --------------- | ----------------- | ------- | ----- |
| Médaille d'or      | 7       | Hansle Parchment        | Jamaïque        | 0.130             | 13 s 04 | SB    |
| Médaille d'argent  | 4       | Grant Holloway          | États-Unis      | 0.136             | 13 s 09 |       |
| Médaille de bronze | 5       | Ronald Levy             | Jamaïque        | 0.146             | 13 s 10 |       |
| 4                  | 6       | Devon Allen             | États-Unis      | 0.133             | 13 s 14 |       |
| 5                  | 8       | Pascal Martinot-Lagarde | France          | 0.120             | 13 s 16 | SB    |
| 6                  | 2       | Asier Martínez          | Espagne         | 0.155             | 13 s 22 | PB    |
| 7                  | 3       | Andrew Pozzi            | Grande-Bretagne | 0.140             | 13 s 30 |       |
| 8                  | 9       | Aurel Manga             | France          | 0.151             | 13 s 38 |       |

### Demi-finales
Les 2 premiers de chaque série (Q) et les 2 meilleurs temps (q) accèdent à la finale.

#### Demi-finale 1
| Rang | Couloir | Athlète                 | Pays            | Temps de réaction | Temps | Notes |
| ---- | ------- | ----------------------- | --------------- | ----------------- | ----- | ----- |
| 1    | 7       | Ronald Levy             | Jamaïque        | 0.154             | 13.23 | Q     |
| 2    | 4       | Pascal Martinot-Lagarde | France          | 0.155             | 13.25 | Q, SB |
| 3    | 6       | Asier Martínez          | Espagne         | 0.150             | 13.27 | q, PB |
| 4    | 8       | Andrew Pozzi            | Grande-Bretagne | 0.148             | 13.32 | q     |
| 5    | 5       | Daniel Roberts          | États-Unis      | 0.195             | 13.33 |       |
| 6    | 2       | Damian Czykier          | Pologne         | 0.152             | 13.63 |       |
| 7    | 9       | Nicholas Hough          | Australie       | 0.163             | 13.88 |       |
| 8    | 3       | Gabriel Constantino     | Brésil          | 0.159             | 13.89 |       |

#### Demi-finale 2
| Rang | Couloir | Athlète         | Pays           | Temps de réaction | Temps | Notes  |
| ---- | ------- | --------------- | -------------- | ----------------- | ----- | ------ |
| 1    | 5       | Devon Allen     | États-Unis     | 0.121             | 13.18 | Q      |
| 2    | 6       | Aurel Manga     | France         | 0.151             | 13.24 | Q, =PB |
| 3    | 8       | Damion Thomas   | Jamaïque       | 0.135             | 13.39 |        |
| 4    | 9       | Paolo Dal Molin | Italie         | 0.133             | 13.40 |        |
| 5    | 4       | Jason Joseph    | Suisse         | 0.135             | 13.46 |        |
| 6    | 2       | Chen Kuei-Ru    | Taipei chinois | 0.146             | 13.57 |        |
| 7    | 3       | Elmo Lakka      | Finlande       | 0.139             | 13.67 |        |
| 8    | 7       | Taio Kanai      | Japon          | 0.127             | 26.11 |        |

#### Demi-finale 3
| Rang | Couloir | Athlète                 | Pays            | Temps de réaction | Temps | Notes  |
| ---- | ------- | ----------------------- | --------------- | ----------------- | ----- | ------ |
| 1    | 4       | Grant Holloway          | États-Unis      | 0.130             | 13.13 | Q      |
| 2    | 6       | Hansle Parchment        | Jamaïque        | 0.145             | 13.23 | Q, =PB |
| 3    | 7       | Shunsuke Izumiya        | Japon           | 0.141             | 13.35 |        |
| 4    | 9       | Valdó Szűcs             | Hongrie         | 0.140             | 13.40 |        |
| 5    | 8       | Xie Wenjun              | Chine           | 0.154             | 13.58 |        |
| 6    | 5       | Rafael Henrique Pereira | Brésil          | 0.154             | 13.62 |        |
| 7    | 2       | David King              | Grande-Bretagne | 0.141             | 13.67 |        |
| 8    | 3       | Milan Trajkovic         | Chypre          | 0.147             | 14.01 |        |

### Séries
Les 4 premiers de chaque série (Q) et les 4 meilleurs temps (q) se qualifient pour la finale.

#### Série 1
| Rang | Couloir | Athlète              | Pays            | Temps          | Notes |
| ---- | ------- | -------------------- | --------------- | -------------- | ----- |
| 1    | 4       | Ronald Levy          | Jamaïque        | 13.17          | Q     |
| 2    | 6       | Jason Joseph         | Suisse          | 13.31          | Q, SB |
| 3    | 9       | Valdó Szűcs          | Hongrie         | 13.50 (10.496) | Q     |
| 4    | 2       | Andrew Pozzi         | Grande-Bretagne | 13.50 (10.500) | Q     |
| 5    | 5       | Gabriel Constantino  | Brésil          | 13.55          | q     |
| 6    | 8       | Michael Obasuyi      | Belgique        | 13.65          |       |
| 7    | 7       | Louis François Mendy | Sénégal         | 13.84          | SB    |
|      | 3       | Wilhem Belocian      | France          | DQ             |       |

#### Série 2
| Rang | Couloir | Athlète           | Pays        | Temps | Notes |
| ---- | ------- | ----------------- | ----------- | ----- | ----- |
| 1    | 7       | Asier Martínez    | Espagne     | 13.32 | Q     |
| 2    | 5       | Daniel Roberts    | États-Unis  | 13.41 | Q     |
| 3    | 8       | Damion Thomas     | Jamaïque    | 13.54 | Q     |
| 4    | 2       | Milan Trajkovic   | Chypre      | 13.59 | Q, SB |
| 5    | 9       | Vitali Parakhonka | Biélorussie | 13.61 |       |
| 6    | 4       | Shane Brathwaite  | Barbade     | 13.64 |       |
| 7    | 3       | Yaqoub Al-Youha   | Koweït      | 13.69 | SB    |
| 8    | 6       | Hassane Fofana    | Italie      | 13.70 |       |

#### Série 3
| Rang | Couloir | Athlète              | Pays       | Temps | Notes |
| ---- | ------- | -------------------- | ---------- | ----- | ----- |
| 1    | 9       | Grant Holloway       | États-Unis | 13.02 | Q     |
| 2    | 7       | Hansle Parchment     | Jamaïque   | 13.23 | Q     |
| 3    | 3       | Nicholas Hough       | Australie  | 13.57 | Q     |
| 4    | 5       | Damian Czykier       | Pologne    | 13.61 | Q     |
| 5    | 4       | Gregor Traber        | Allemagne  | 13.65 |       |
| 6    | 2       | Shunya Takayama      | Japon      | 13.98 |       |
| 7    | 1       | Jérémie Lararaudeuse | Maurice    | 14.03 | PB    |
| 8    | 8       | Fadane Hamadi        | Comores    | 14.99 |       |
|      | 6       | Sergueï Choubenkov   | ROC        | DN    |       |

#### Série 4
| Rang | Couloir | Athlète                 | Pays                        | Temps | Notes |
| ---- | ------- | ----------------------- | --------------------------- | ----- | ----- |
| 1    | 8       | Aurel Manga             | France                      | 13.24 | Q, PB |
| 2    | 6       | Shunsuke Izumiya        | Japon                       | 13.28 | Q     |
| 3    | 4       | Rafael Henrique Pereira | Brésil                      | 13.46 | Q     |
| 4    | 2       | Xie Wenjun              | Chine                       | 13.51 | Q     |
| 5    | 3       | Chen Kuei-Ru            | Taipei chinois              | 13.53 | q, SB |
| 6    | 1       | David King              | Grande-Bretagne             | 13.55 | q     |
| 7    | 9       | Eddie Lovett            | Îles Vierges des États-Unis | 14.17 | SB    |
| 8    | 7       | Chan Chung Wang         | Hong Kong                   | 14.23 |       |
|      | 5       | Orlando Ortega          | Espagne                     | DNS   |       |

#### Série 5
| Rang | Couloir | Athlète                 | Pays           | Temps | Notes |
| ---- | ------- | ----------------------- | -------------- | ----- | ----- |
| 1    | 5       | Devon Allen             | États-Unis     | 13.21 | Q     |
| 2    | 3       | Pascal Martinot-Lagarde | France         | 13.37 | Q, SB |
| 3    | 7       | Taio Kanai              | Japon          | 13.41 | Q     |
| 4    | 8       | Paolo Dal Molin         | Italie         | 13.44 | Q     |
| 5    | 6       | Elmo Lakka              | Finlande       | 13.48 | q     |
| 6    | 4       | Antonio Alkana          | Afrique du Sud | 13.55 | SB    |
| 7    | 2       | Konstantinos Douvalidis | Grèce          | 13.63 | SB    |
| 8    | 9       | Eduardo de Deus         | Brésil         | 13.78 |       |

## Légende
Records et Performances
- AR : Record continental (area record)
- CR : Record des championnats (championship record)
- MR : Record du meeting (meet record)
- NR : Record national (national record)
- OR : Record olympique (olympic record)
- PR : Record paralympique (paralympic record)
- PB : Record personnel (personal best)
- SB : Meilleure performance personnelle de la saison (season's best)
- WL : Meilleure performance mondiale de l'année (world leader)
- WJR : Record du monde junior (world junior record)
- WR : Record du monde (world record)

Circonstances et Conditions
- DNF : N'a pas terminé (did not finish)
- DNS : N'a pas pris le départ (did not start)
- DQ : Disqualification (disqualification)
- NM : Aucun essai valable enregistré (No Mark)
- Q : Qualifié « directement » au prochain tour (ou à la prochaine compétition), lors d'une compétition majeure, grâce au classement ou à la réalisation des minima (automatic qualifier)
- q : Qualifié au prochain tour (ou à la prochaine compétition), lors d'une compétition majeure, grâce au repêchage ou à la réalisation de l'une des meilleures performances parmi celles des « non qualifiés directement » (grâce au meilleur temps ou à la meilleure distance par exemple) (secondary qualifier)